# 로빈 쇠델링
로빈 보 칼 쇠델링(스웨덴어: Robin Bo Carl Söderling, 1984년 8월 14일 ~ )은 스웨덴의 프로 테니스 선수이다. 그랜드 슬램 대회 최고 성적은 2009, 2010년 프랑스 오픈 단식에서 준우승한 것이며, 특히 2009년 대회에서는 우승 후보였던 라파엘 나달을 꺾은 것으로 유명하다. 당시 라파엘 나달은 2005년 프랑스 오픈 첫 출전 이래 2008년까지 4년 연속 우승을 기록하며 프랑스 오픈 무패 행진을 이어오고 있었다.

## 생애
쇠델링은 5세 때부터 테니스를 배우기 시작했다. 14세였던 1998년 룩셈부르크에서 열린 주니어 대회에 참가한 것이 첫 공식 국제 대회 출전이었으며, 이 대회에서 그는 프레트 헤머스(Fred Hemmes, Jr.)에게 첫 경기에서 패했다. 2000년에는 4개 주니어 대회에서 우승했으며, 2001년에는 가장 권위있는 주니어 대회 중 하나인 오렌지 보울을 포함한 3개 주니어 대회에서 우승하면서 연말 세계 주니어 랭킹 4위를 기록했다. 같은 해에 프로로 전향한 그는 스톡홀름에서 참가한 생애 첫 ATP 대회의 첫 경기에서 라몬 델가도를 상대로 승리를 거두었다.